# Díodo termiônico
O Díodo termiônico é uma válvula eletrônica formada de uma ampola de alto vácuo com dois eletrodos e quatro terminais em sua base.

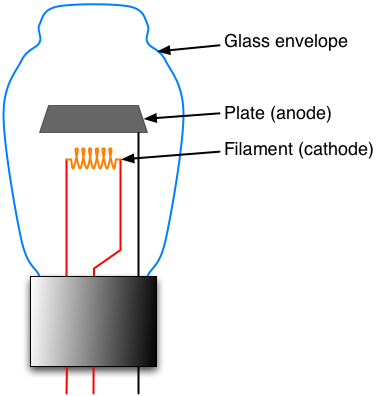
Díodo termiônico

Os eletrodos do díodo são a placa, ou ânodo, e o cátodo, que são ligados a dois terminais na base da válvula, os outros dois estando ligados ao filamento.
O díodo termiônico é a válvula eletrônica mais simples existente, composto pelo cátodo quente e pela placa fria.
Díodo vem de DI, prefixo que significa o algarismo dois, e ODO sufixo que significa eletrodo.
A placa do díodo capta os elétrons que vêm acelerados do cátodo (Efeito Édison).
Quando o potencial da placa é positivo em relação ao cátodo, existe corrente eletrônica, quando inverso, isto é negativo, não existe corrente de elétrons entre um e outro eletrodo.
O primeiro díodo foi construído por Thomas Alva Edison, quando juntou uma placa metálica em uma de suas lâmpadas de vácuo e colocou um terminal no exterior, conforme descrito pelo efeito descoberto pelo inventor. Uma vez aquecido o cátodo, os elétrons fluíam para o ânodo saltando através do espaço livre. Ao inverter a polaridade, isto é, deixar o cátodo positivo e a placa negativa, mesmo aquecido, os elétrons não saltavam.
Este efeito foi mais tarde utilizado para os rádio receptores e outros equipamentos eletrônicos que utilizavam díodos em sua construção.